# نورتشا
نورتشا (بالإيطالية: Norcia)‏ هي بلدية في مقاطعة بيرودجا في جنوب شرق إقليم أومبريا في إيطاليا.

## السكان
في سنة 1861 بلغ عدد السكان 9٬204 نسمة، وتطور العدد ليصل في سنة 2011 لـ 4٬915 نسمة.
يظهر هذا المخطط البياني تطور النمو السكاني لـ نورتشا

## أعلام
- سكولاستيكا
- بندكت النيرسي